# Horinszki járás

A Horinszki járás Burjátföldön

A Horinszki járás (oroszul Хоринский район, burját nyelven Хори аймаг) Oroszország egyik járása a Burját Köztársaságban, székhelye Horinszk falu.

## Népesség
- 2002-ben 19 367 lakosa volt, melynek 62,2%-a orosz, 34,4%-a burját.
- 2010-ben 18 467 lakosa volt, melyből 11 280 orosz, 6 373 burját, 299 tatár, 26 baskír, 25 ukrán, 24 csuvas, 22 fehérorosz stb.